# Вільзум (Німеччина)
Вільзум (нім. Wilsum) — громада в Німеччині, розташована в землі Нижня Саксонія. Входить до складу району Графство Бентгайм. Складова частина об'єднання громад Юльзен.
Площа — 47,13 км2. Населення становить 1615 ос. (станом на 31 грудня 2021).